# Karl-Marx-Straße (Trier)

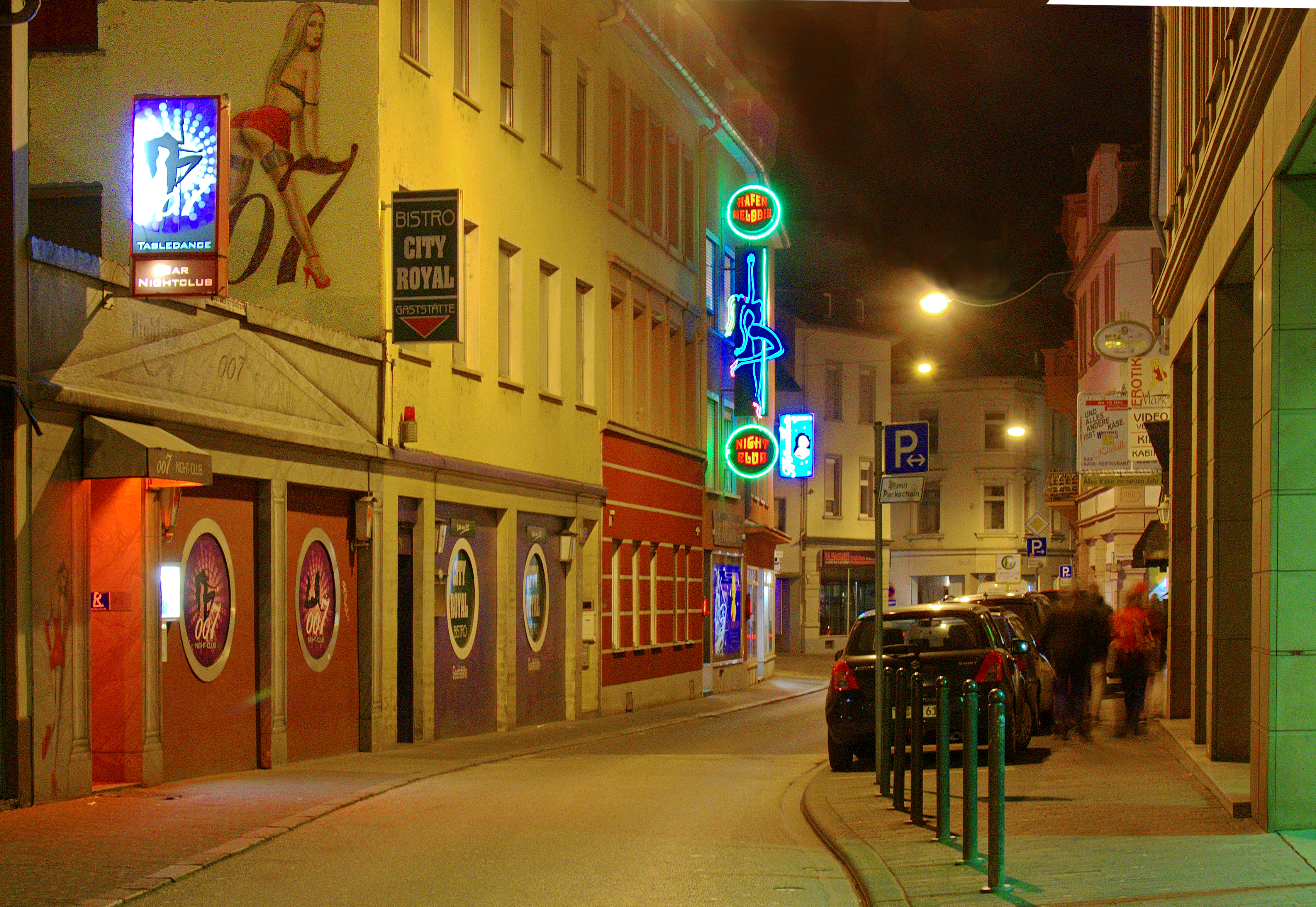
Vergnügungsviertel

Die Karl-Marx-Straße ist eine Innerortsstraße in Trier im Stadtteil Mitte-Gartenfeld. Sie führt von der Brückenstraße zur Römerbrücke. Die Brückenstraße wird in diesem Artikel mitbehandelt, da sie historisch mit der Karl-Marx-Straße zusammenhängt.
In der Brückenstraße 10 steht das Geburtshaus des Nationalökonomen und Philosophen Karl Marx. Insbesondere im Abschnitt der Karl-Marx-Straße gibt es viele Kulturdenkmäler. Zudem ist die Straße die westlichste Geschäftsstraße der Trierer Kernstadt. Zwischen Feldstraße und Johanniterufer befindet sich ein Vergnügungsviertel mit Bars, Sexshops und Bordellen.

## Geschichte
Die älteste bekannte namentliche Erwähnung datiert von 1150 als platea qua itur ad pontem („Straße die zur Brücke gegangen wird“). Die heute Römerbrücke genannte Brücke war bis 1913 die einzige Moselbrücke der Stadt. Später hieß die Straße Brückergasse und im Verlauf des 19. Jahrhunderts dann Brückenstraße.
Den Namen Karl-Marx-Straße für den Abschnitt ab der Ecke Jüdemerstraße hat die Straße seit 1947. Der Abschnitt der Karl-Marx-Straße ab der Kreuzung Lorenz-Kellner-Straße hieß früher Schanzstraße, während der östliche Abschnitt Teil der Brückenstraße war. Dass das Stück am Karl-Marx-Haus den Namen behielt, wurde mit „historischen Gründen“ erklärt.

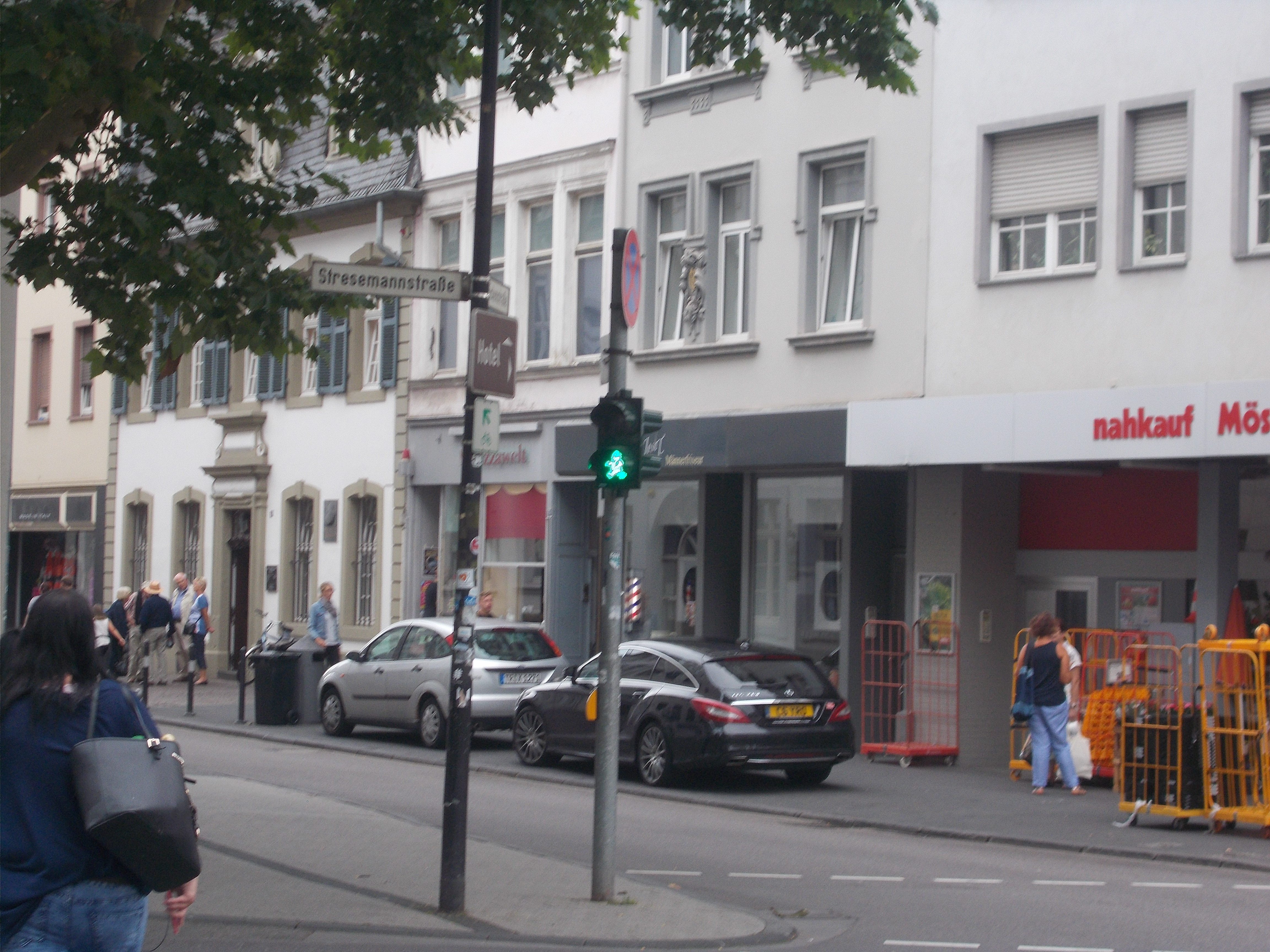
Karl-Marx-Ampel Trier

Seit 2018 befinden sich an der Kreuzung am Beginn der Brückenstraße Ampel mit stilisierten Ampelmännchen, die an Karl Marx erinnern sollen.

## Historische Gebäude in der Straße
Teile der Straße stehen unter Denkmalschutz. Eine ausführliche Liste aller Kulturdenkmäler befindet sich in der Liste der Kulturdenkmäler in Trier-Mitte/Gartenfeld. Im Folgenden werden nur die wichtigsten Kulturdenkmäler an der Straße genannt.

### Brückenstraße
Die bedeutendsten Gebäude im Abschnitt Brückenstraße sind das Karl-Marx-Haus sowie das Haus Venedig.

#### Karl-Marx-Haus
Das Geburtshaus von Karl Marx zählt zu den bekanntesten Gebäuden Triers. Das Vorderhaus stammt von 1727. Erst 1904 wurde das Haus in seiner Bedeutung wiederentdeckt. Die SPD kaufte es im Jahr 1928 und ließ die Fassade Anfang der 1930er Jahre nach altem Vorbild rekonstruieren. Das Karl-Marx-Haus beherbergt das einzige Museum zum Leben und Wirken von Karl Marx in Deutschland. Das heutige Museum wurde zum 100. Todestag von Karl Marx eröffnet.

#### Haus Venedig
Beim „Haus Venedig“ handelte es sich ursprünglich um zwei Häuser aus dem 17. Jahrhundert, die beide zum Anwesen der vom Comer See in Italien eingewanderten Kaufmannsfamilie Carové gehörten. Als der Krämer Jakob Fischer das Gebäude 1796 in eine Gaststätte mit dem Namen „Zur Stadt Venedig“ umwandelte, wurden die beiden Gebäude durch einen galerieartigen Seitentrakt miteinander verknüpft. und der Komplex erweitert. 1842 und 1863 übernachtete Karl Marx in diesem Hotel.
Das Gebäude mit Krüppelwalmdach ist im Stil der Spätrenaissance erbaut; in einer Nische findet sich eine Statue des Heiligen Johannes des Täufers. Sie gibt der dort beginnenden Johannisstraße ihren Namen. Die Figur ist jedoch nur eine Kopie; das Original ist im Städtischen Museum Trier untergebracht. Unterhalb der Figur ist einem Medaillon das Wappen der Familie Carové aufgemalt.
Im Gebäude befindet sich heute eine Apotheke im Neorenaissance-Stil. Dem historischen Keller kommt dabei eine besondere Bedeutung zu. Noch bedeutender ist der im Hinterhaus gelegene Festsaal mit einer qualitäts- und prachtvollen Stuckdecke.

### Karl-Marx-Straße
Der Abschnitt Karl-Marx-Straße weist eine hohe Dichte von Altbauten auf, die meisten davon mit historisierenden Fassaden. Viele Gebäude verfügen überdies über mittelalterliche Keller. Zu den architektonisch bedeutsamen Gebäuden in der Karl-Marx-Straße zählt neben dem Eisernen Haus mit gusseiserner Fassade das im 18. Jahrhundert im Stil des Barock mit Walmdach erbaute Haus „Im Herrgottchen“. Einige Gebäudeteile sind jedoch deutlich älter. Unterhalb befindet sich auch ein vermutlich mittelalterlicher Keller.
Heute befinden sich in den Erdgeschossen vieler Wohn- und Geschäftshäuser in der Karl-Marx-Straße Ladenlokale.

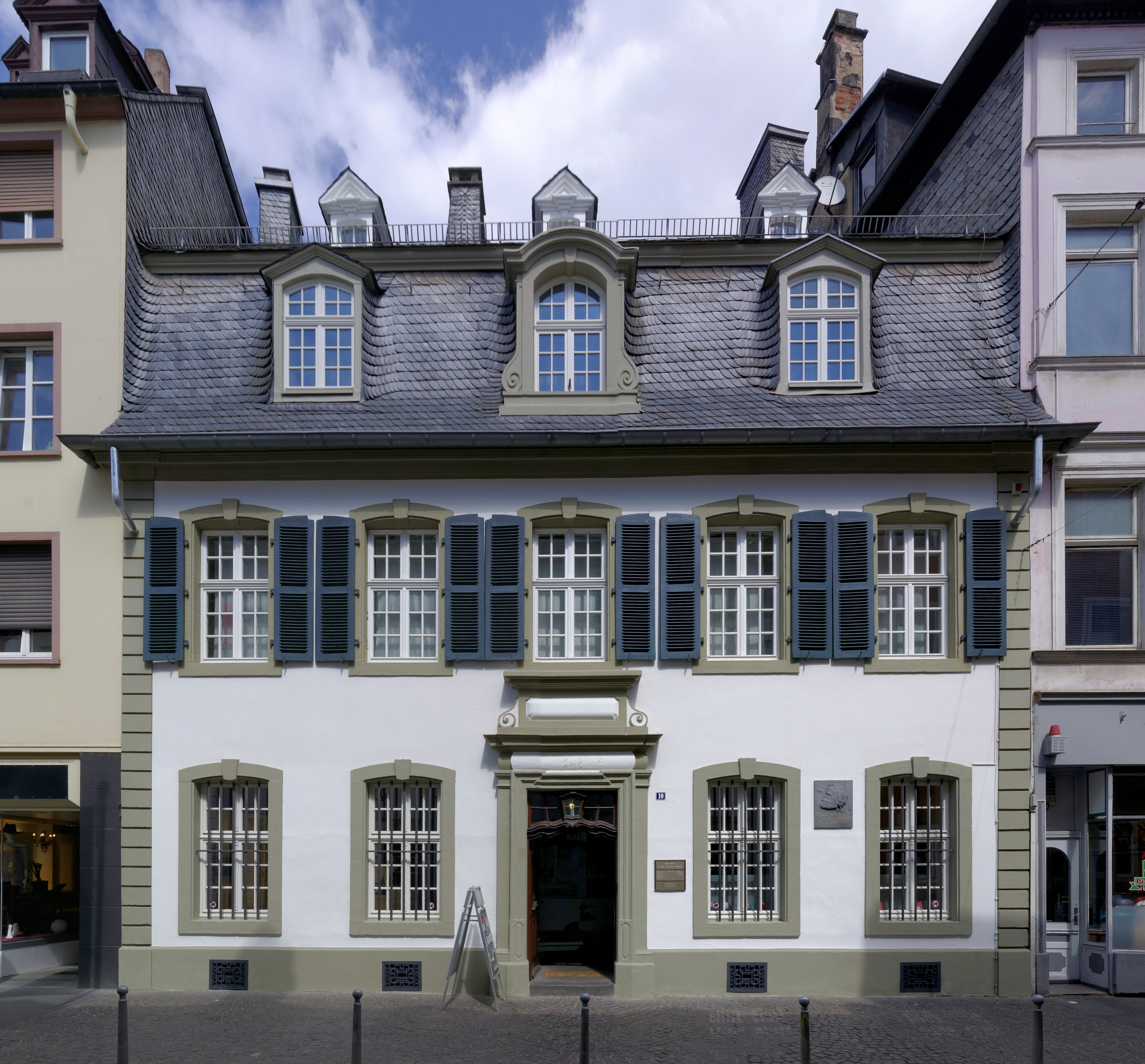
Karl-Marx-Haus
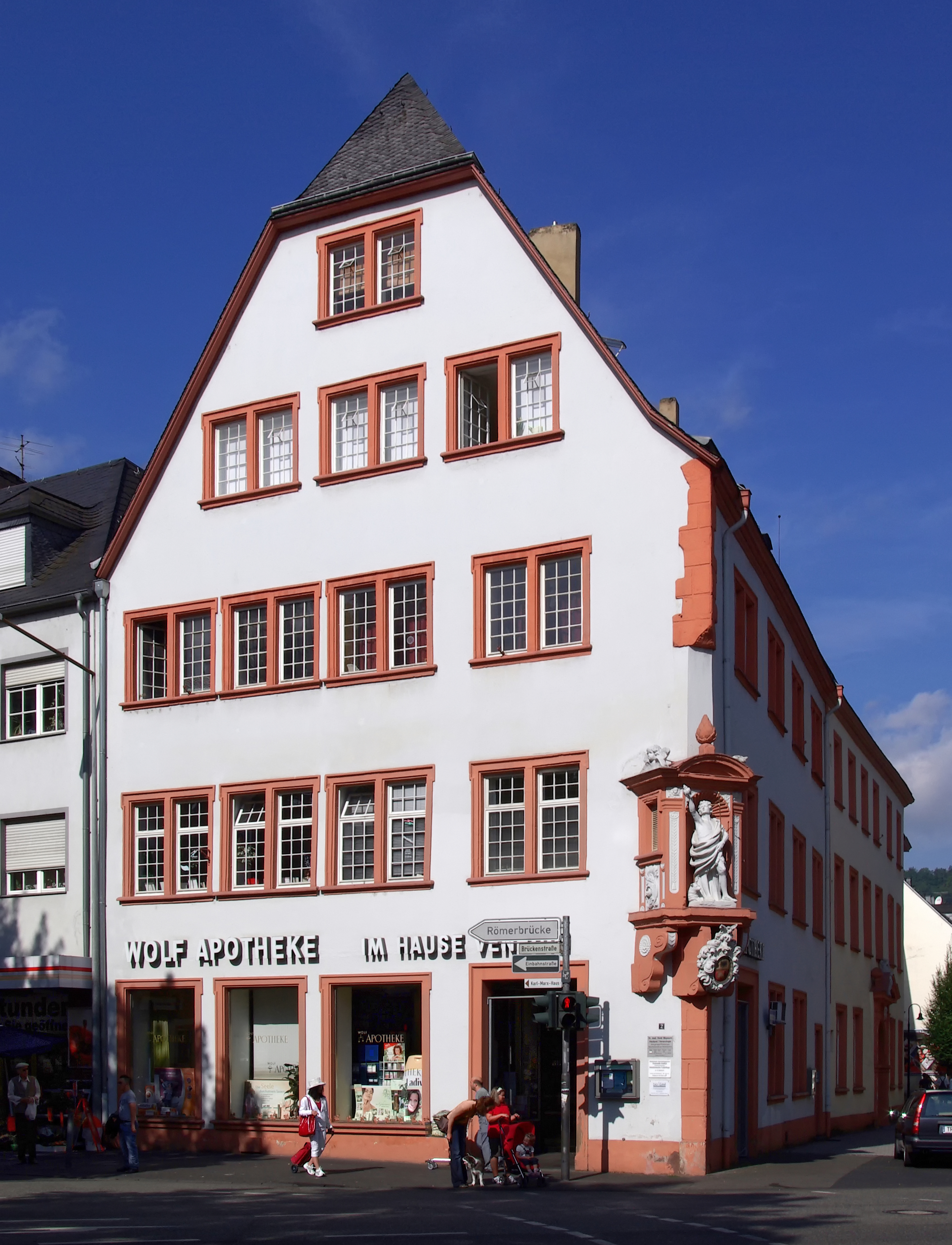
Haus Venedig, hier übernachtete Karl Marx 1842 und 1863
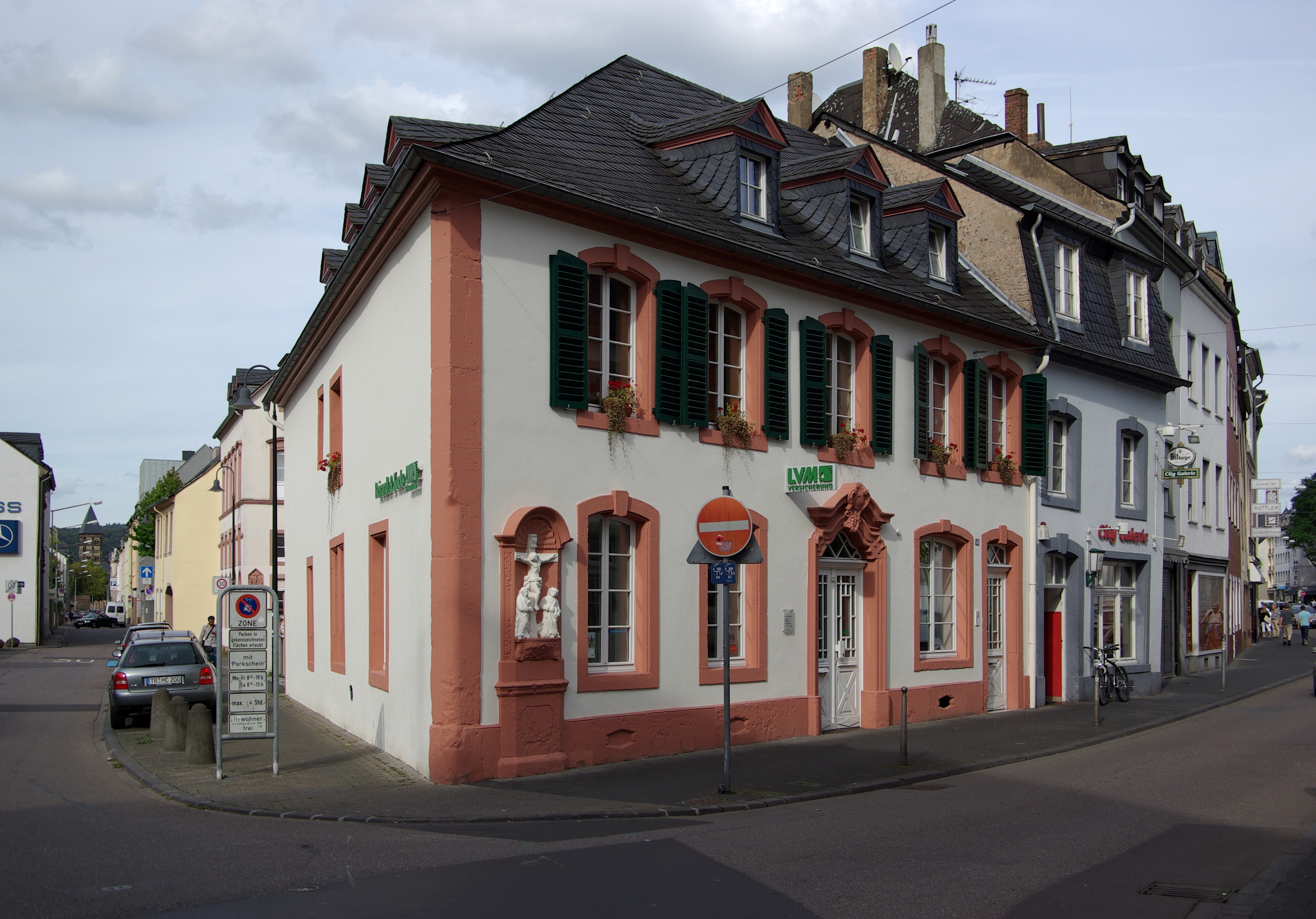
Haus „Im Herrgottchen“
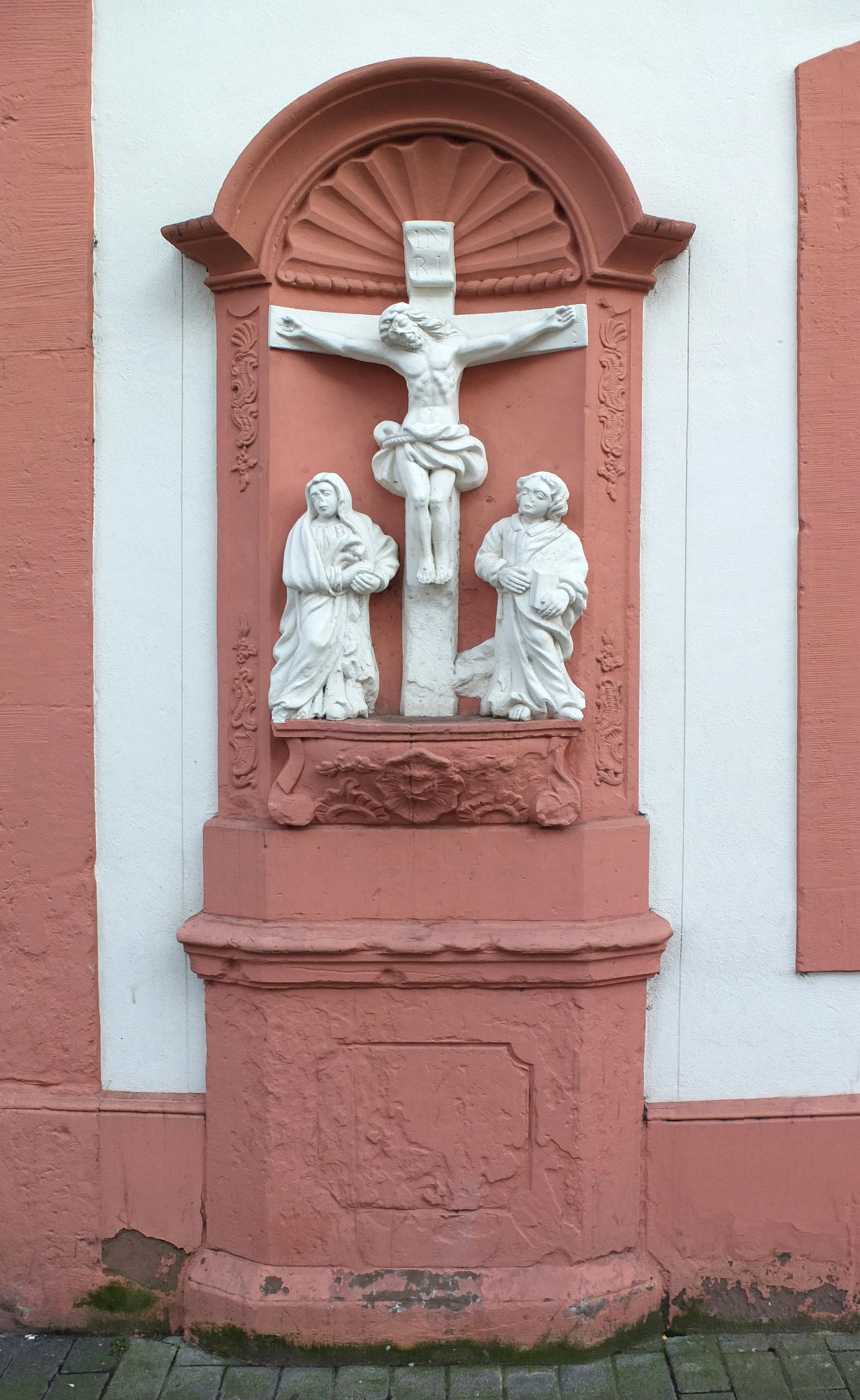
Bildstock „Im Herrgottchen“